# Xingangshan (köpinghuvudort i Kina, Jiangxi Sheng, lat 29,10, long 117,94)
Xingangshan är en köpinghuvudort i Kina. Den ligger i provinsen Jiangxi, i den sydöstra delen av landet, omkring 210 kilometer öster om provinshuvudstaden Nanchang. Antalet invånare är 20 811. Befolkningen består av 9 914 kvinnor och 10 897 män. Barn under 15 år utgör 22,0 %, vuxna 15-64 år 68 %, och äldre över 65 år 9,0 %.
Runt Xingangshan är det ganska tätbefolkat, med 144 invånare per kvadratkilometer. Xingangshan är det största samhället i trakten. I omgivningarna runt Xingangshan växer i huvudsak blandskog.
Genomsnittlig årsnederbörd är 2 672 millimeter. Den regnigaste månaden är juni, med i genomsnitt 444 mm nederbörd, och den torraste är oktober, med 51 mm nederbörd.